# Skylab B

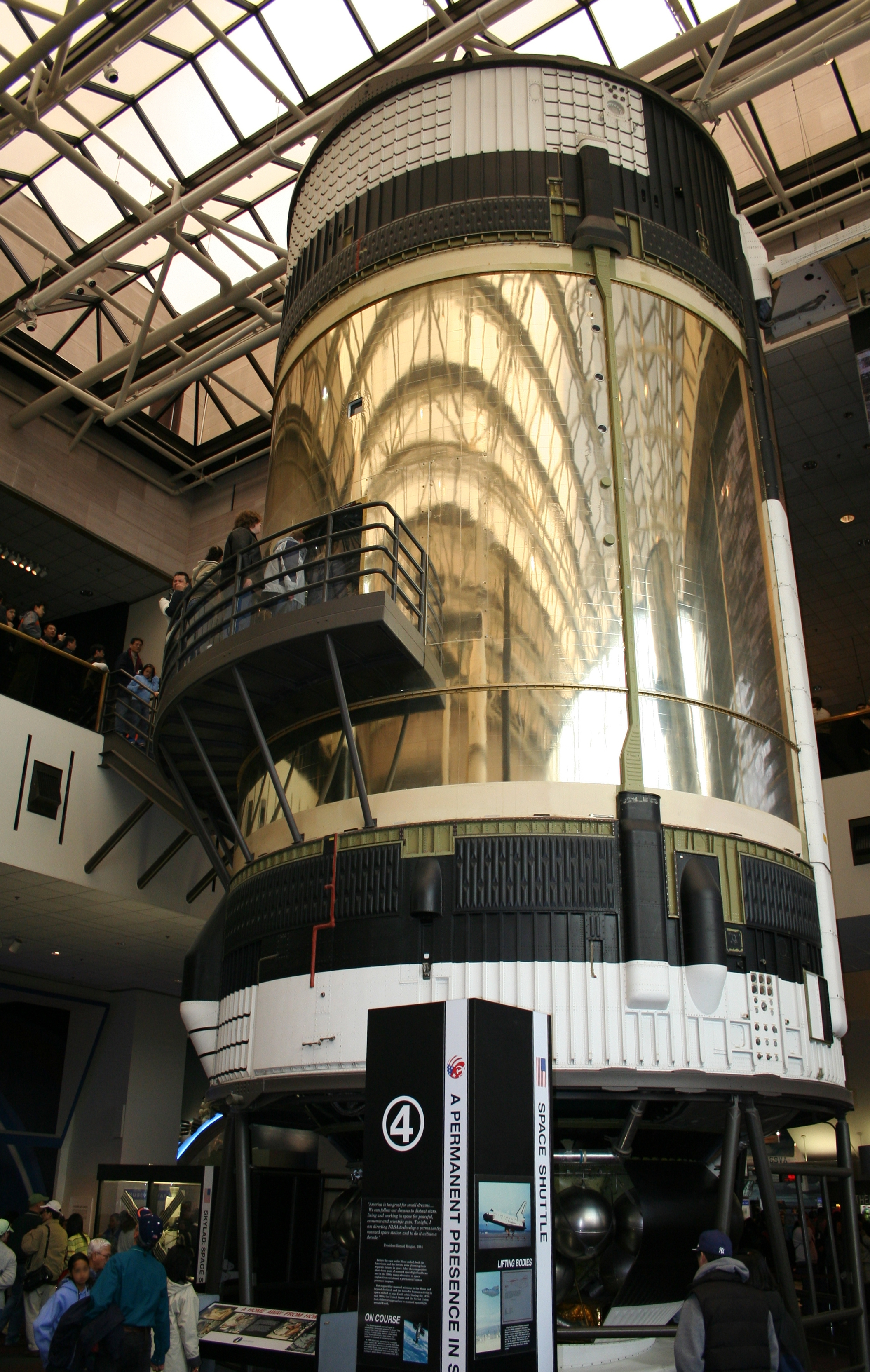
A Skylab B no Museu Nacional do Ar e Espaço.

A Skylab B foi uma proposta para a segunda estação espacial estadunidense semelhante a Skylab, a mesma foi planejada para ser lançada pela NASA para diferentes fins, principalmente envolvendo o Programa de Testes Apollo-Soyuz, mas foi cancelado devido à falta de financiamento. Dois módulos de Skylab foram construídos em 1970 pela McDonnell Douglas para o programa Skylab, originalmente o Apollo Applications Program. O primeiro foi lançado em 1973 e deixando o outro no armazenamento.
A Skylab de reserva (ou Skylab B) no armazenamento poderia ter sido usado para expandir a missão Apollo-Soyuz por mais 56-90 dias, em 1975.